# 슬랭 (래퍼)
슬랭(Slang)은 과거 활동했던 대한민국의 힙합 래퍼이다. 2000년 Born Kim과 Born Slang을 조직하여 제1회 아우성 랩 페스티벌에서 그랑프리를 수상한 것을 계기로 데뷔하였다. 클럽 마스터플랜에서 활동하던 Born Slang은 2001년 Slang의 군입대를 계기로 해체되고, 2003년 제대한 Slang은 재정비를 거쳐 One Sun의 EP 피쳐링 및 Master Plan 컴필레이션 앨범 MP HIPHOP Project 2004 Change the Game에 Back to the P-Funk란 곡으로 참여하고 자체적으로 ABC 크루를 조직하여 활동하기도 했지만, 그 이후로는 모습을 보이지 않았다. 이후 2005년에는 N-Son이 DJ를 보는 힙합플레이야 라디오 Real Talk에 출연하기도 하였다.
현재는 음악을 하지 않고 있으며, 싸이월드의 웨스트 코스트 힙합 클럽 "Westside Story"에서 Pac이란 이름으로 운영자를 맡아 운영하기도 하였다.